# بارا نو نای هانایا
بارا نو نای هانایا، گلفروشی بدون رز (به ژاپنی: 薔薇のない花屋, Bara no nai Hanaya) یک درام تلویزیونی ژاپنی است که توسط فوجی تلویژن در سال ۲۰۰۸ پخش شده‌است.